# Michele Bartoli
Michele Bartoli (Pisa, 27 maggio 1970) è un ex ciclista su strada italiano.
Professionista dal 1992 al 2004, considerato tra i migliori interpreti delle corse in linea di un giorno a cavallo degli anni novanta e duemila, ottenne importanti vittorie nelle classiche di Coppa del mondo vincendo due Liegi-Bastogne-Liegi, due Giri di Lombardia, un Giro delle Fiandre, una Freccia Vallone, un'Amstel Gold Race, un Campionato di Zurigo e due volte la classifica finale di Coppa del mondo.

## Carriera
Cominciò a correre in bicicletta all'età di otto anni, e nelle categorie giovanili vinse più di 200 gare. Passò professionista l'8 agosto 1992, facendo il suo debutto nella Clásica San Sebastián, mentre ottenne la prima vittoria l'anno dopo aggiudicandosi la tappa di Palermo alla Settimana Siciliana. Si affermò ben presto come specialista delle gare in linea: in particolare dimostrò una predilezione per le classiche, tanto da guadagnarsi il soprannome di Leoncino delle Fiandre (diminutivo dell'appellativo affidato al belga Johan Museeuw, suo rivale e poi compagno di squadra). Nel suo palmarès spiccano numerosi successi: il Giro delle Fiandre del 1996 vinto in solitaria, le due Liegi-Bastogne-Liegi, quella del 1997, in cui batté il rivale Laurent Jalabert, e quella del 1998, la Freccia Vallone del 1999 sotto la neve e dopo 80 km di fuga, l'Amstel Gold Race del 2002, i Giri di Lombardia del 2002 e del 2003.
La classifica generale di Coppa del mondo fu sua nel 1997 e nel 1998; tra l'autunno 1998 e l'estate 1999, poi, mantenne il primo posto nella classifica mondiale individuale stilata dall'UCI. Al Giro d'Italia, partecipò per tre volte vincendo due tappe, nel 1994 a Lienz e nel 1998 a Schio, e vestendo per un giorno, durante l'edizione 1998, la maglia rosa di leader della classifica generale. Non riuscì invece mai a conquistare il campionato del mondo su strada, pur essendo stato in più occasioni il capitano della Nazionale italiana: si piazzò infatti terzo nelle edizioni 1996 e 1998, quarto nel 2000 e decimo nel 1997. Fu peraltro ottavo nella prova in linea dei Giochi olimpici di Atlanta 1996 e quarto in quella di Sydney 2000, nonché campione italiano in linea a Trieste sempre nel 2000.
Al termine della stagione 2004 si è ritirato, dopo un anno senza vittorie corso tra le file della squadra danese CSC (in precedenza aveva corso per Mercatone Uno, MG Maglificio, Asics, Mapei e Fassa Bortolo). Diversi gli infortuni che lo hanno afflitto in carriera: tra essi la frattura della rotula del ginocchio destro al Giro di Germania 1999 e la frattura al bacino durante il Giro d'Italia 2002, sempre in Germania, a Münster. Problemi, questi, che lo hanno fortemente limitato nelle stagioni della maturità agonistica: ciò nonostante fra i professionisti ha vinto 57 corse, tra cui sette prove di Coppa del mondo. Negli anni al top ha avuto in squadra come gregario Paolo Bettini.
Oggi è sposato e vive a Montecarlo di Lucca con la moglie Alessandra e i figli Clarissa e Gianni.

## Palmarès
- 1990 (dilettanti)

Pistoia-Livorno
Gran Premio La Torre
Gran Premio Cementeria Fratelli Bagnoli
Trofeo Salvatore Morucci
- 1991 (dilettanti)

Coppa Bruno Nazzi
Gran Premio di Diano Marina
Coppa Lanciotto Ballerini
3ª tappa Giro delle Regioni
Giro del Valdarno
2ª tappa, 2ª semitappa Tour du Hainaut
- 1992 (dilettanti)

Coppa Giulio Burci
- 1993 (Mercatone Uno-Medeghini, tre vittorie)

1ª tappa Settimana Siciliana (Capaci > Palermo)
6ª tappa, 2ª semitappa Settimana Siciliana (Capo d'Orlando > Capo d'Orlando)
Classifica generale Settimana Siciliana
- 1994 (Mercatone Uno-Medeghini, quattro vittorie)

Freccia del Brabante
Gran Premio Pino Cerami
13ª tappa Giro d'Italia (Kranj > Lienz)
Criterium d'Abruzzo
- 1995 (Mercatone Uno-Saeco, tre vittorie)

1ª tappa Tre Giorni di La Panne (Harelbeke > Zottegem)
Classifica generale Tre Giorni di La Panne
- 1996 (MG Maglificio-Technogym, nove vittorie)

Giro della Provincia di Reggio Calabria
3ª tappa Giro di Calabria (Amantea > Sant'Eufemia d'Aspromonte)
6ª tappa Tirreno-Adriatico (Tuoro sul Trasimeno > Amandola)
Giro delle Fiandre
Gran Premio Industria e Artigianato
1ª tappa Giro di Svizzera (Wil > Baden)
Giro del Veneto
Grand Prix de Fourmies
Giro dell'Emilia
- 1997 (MG Maglificio-Technogym, sei vittorie)

4ª tappa Giro del Mediterraneo (Cannes > Monte Faron)
Trofeo Laigueglia
3ª tappa Tirreno-Adriatico (Pescasseroli > Narni)
Liegi-Bastogne-Liegi
Rund um den Henninger-Turm
Trofeo Melinda
- 1998 (Asics-CGA, dieci vittorie)

2ª tappa Giro del Mediterraneo (La Londe > Gréoux-les-Bains)
6ª tappa Giro del Mediterraneo (Le Grau-du-Roi > Marsiglia)
Giro della Provincia di Reggio Calabria
3ª tappa Giro di Calabria (Chiaravalle Centrale > Taurianova)
Classifica generale Tre Giorni di La Panne
Liegi-Bastogne-Liegi
Gran Premio del Canton Argovia
13ª tappa Giro d'Italia (Carpi > Schio)
Gran Premio di Svizzera
Giro di Romagna
- 1999 (Mapei-Quick Step, cinque vittorie)

3ª tappa Vuelta a Andalucía-Ruta del Sol (Benalmádena > Puente Genil)
4ª tappa Volta a la Comunitat Valenciana (Tavernes de la Valldigna > Calp)
Classifica generale Tirreno-Adriatico
Freccia del Brabante
Freccia Vallone
- 2000 (Mapei-Quick Step, tre vittorie)

2ª tappa Vuelta a Andalucía-Ruta del Sol (Castell de Ferro > Benalmádena)
Giro del Friuli (valido come Campionato italiano, Prova in linea)
Grand Prix de Ouest-France
- 2001 (Mapei-Quick Step, due vittorie; da ottobre Fassa Bortolo)

Omloop Het Volk
Gran Premio Città di Camaiore
- 2002 (Fassa Bortolo, sette vittorie)

4ª tappa Giro del Mediterraneo (La Londe-les-Maures > Tolone Monte Faron)
Classifica generale Giro del Mediterraneo
Amstel Gold Race
Giro dell'Emilia
2ª tappa Giro della Provincia di Lucca (Capannori > Altopascio)
Milano-Torino
Giro di Lombardia
- 2003 (Fassa Bortolo, tre vittorie)

3ª tappa Tour de la Région Wallonne (Namur > Bouillon)
Giro del Lazio
Giro di Lombardia

### Altri successi
- 1995 (Mercatone Uno-Saeco, tre vittorie)

Trofeo Tinchella (Cronocoppie con Enrico Cecchetto)
- 1997 (MG Maglificio-Technogym)

Classifica Coppa del mondo
- 1998 (Asics-CGA)

Classifica Coppa del mondo
Classifica UCI Road World Rankings
- 2000 (Mapei-Quick Step)

Criterium di Carpiano
- 2002 (Fassa Bortolo)

1ª tappa Giro del Mediterraneo (Salon-de-Provence > Berre-l'Étang, cronosquadre)

## Piazzamenti

### Grandi Giri
- Giro d'Italia

1994: 43º
1998: fuori tempo (17ª tappa)
2002: ritirato (1ª tappa)
- Tour de France

1996: 19º
1997: ritirato (10ª tappa)
2000: ritirato (13ª tappa)
2001: 33º
2004: ritirato (17ª tappa)
- Vuelta a España

1995: 9º

### Classiche monumento
- Milano-Sanremo

1993: 25º
1995: 5º
1996: 12º
1997: 5º
1998: 8º
1999: 64º
2000: 39º
2001: 11º
2002: 45º
2003: 110º
2004: 120º
- Giro delle Fiandre

1994: 41º
1995: 7º
1996: vincitore
1997: 7º
1998: 6º
1999: 4º
2000: 96º
2001: 15º
2002: 55º
2003: 16º
2004: 57º
- Parigi-Roubaix

2004: 21º
- Liegi-Bastogne-Liegi

1995: 3º
1996: 44º
1997: vincitore
1998: vincitore
1999: 4º
2001: 28º
2002: 59º
2003: 22º
2004: 27º
- Giro di Lombardia

1993: 47º
1995: 3º
1996: 37º
1997: 4º
1998: 4º
2000: 5º
2001: 5º
2002: vincitore
2003: vincitore
2004: ritirato

### Competizioni mondiali
- Campionati del mondo su strada

Lugano 1996 - In linea Elite: 3º
San Sebastián 1997 - In linea Elite: 10º
Valkenburg 1998 - In linea Elite: 3º
Plouay 2000 - In linea Elite: 4º
Lisbona 2001 - In linea Elite: 11º
- Giochi olimpici

Atlanta 1996 - In linea: 8º
Sydney 2000 - In linea: 4º
- Coppa del mondo

World Cup 1996: 3º
World Cup 1997: vincitore
World Cup 1998: vincitore
World Cup 2002: 3º
World Cup 2003: 8º

## Riconoscimenti
- Giglio d'Oro nel 1997 e 1998
- Oscar TuttoBici professionisti nel 1996, 1997 e 1998
- Premio alla carriera dell'Associazione Nazionale Ex Corridori Ciclisti nel 2006